# كأس روسيا البيضاء 1998–99
كأس روسيا البيضاء 1998–99 (بالروسية: Кубок Белоруссии по футболу 1998/1999)‏ هو موسم من كأس روسيا البيضاء. أشرف على تنظيمه اتحاد روسيا البيضاء لكرة القدم، وكان عدد الأندية المشاركة فيه 32، وفاز فيه نادي بلشينا بوبرويسك.